# Torquat Tasso i Nadal
Torquat Tasso i Nadal (Barcelona, 1855 – Buenos Aires, 1935) fou un escultor català que exercí la seva activitat artística a cavall entre Espanya i l'Argentina. Fill de pare i mare barcelonins, el primer d'ascendència menorquina, es formà a l'Escola de la Llotja i a l'Acadèmia madrilenya de San Fernando on li fou atorgada una pensió per a perfeccionar els seus estudis a Roma. Deixeble de Rossend Nobas, l'aula i el taller del qual freqüentà, la seva obra primerenca pertany al gènere del “tableautin” escultòric, al pur anecdotisme. Durant la seva etapa juvenil a la península realitzà obra de caràcter públic i privat, entre la qual sobresurt el conegut monument al pintor Antoni Viladomat ubicat al Passeig de Lluís Companys. Contragué matrimoni amb Francesca Viñoli Palombí, nascuda a Subiaco (Itàlia), abans de partir cap a l'Argentina on, després del seu retorn a la ciutat comtal, romandrà la resta de la seva vida. Sembrà el sòl argentí d'estatuària pública, essent Buenos Aires l'epicentre de la seva producció monumental car, per trobar-se inmersa en un procés de creixement i amb una voluntat d'embelliment, la ciutat afavoreix els darrers anys del segle xix i primers del XX l'amoblament escultòric, i respongué a la pletòrica demanda d'encàrrecs que brollaven del mercat de fons privats. A la capital argentina, exerceix els càrrecs de docent i jurat que, combinats amb la seva activitat creadora, el converteixen en partícip de la vida artística de la ciutat. Apreciada popularment per argentins i per un sector més elitista de catalans, la seva obra és de traça compositiva racionalista i d'una sobrietat pròpia d'un hereu del Naturalisme que ha estat emparenta amb Querol i Parera.

## Biografia

### Orígens i joventut: Barcelona, Madrid i Roma
Nascut el 3 de novembre de 1855 a les 3 de la matinada al Carrer Major, fou inscrit com a fill legítim amb el nom de Torcuato Bartolomé Armengol Tasso Nadal. El seu pare, Bartolomé Tasso, fuster de professió i nascut a Barcelona, era fill de Luís Tasso Calbó i de Magdalena Goñalons Vanrell, ambdós originaris de Maó, i la seva mare, Teresa Nadal, nascuda també a Barcelona, era filla de Juan Nadal i Manuela Caballé. El batejaren a la parròquia de Sant Miquel el 9 de novembre del mateix any.
Amb 16 anys s'inscrigué com a estudiant de Belles Arts a l'Escola de la Llotja de Barcelona, on cursà estudis des de l'any 1871 fins al 1875. Dins del context acadèmic, conegué l'orfebre i escultor naturalista Rossend Nobas, format també a la Llotja, convertint-se en el seu deixeble després de freqüentar la seva aula i el seu obrador. Conclòs el seu aprenentatge a la Llotja es traslladà a Madrid per a continuar la seva formació a l'Acadèmia madrilenya de Sant Fernando. El mateix any del seu ingrés, el 1875, a l'edat de 19 anys, essent solter i amb residència al Passeig de la Virreina número 5, li fou atorgada una plaça com a pensionat a l'Acadèmia espanyola de Roma, destinada a profunditzar l'estudi de l'escultura i aplicar els coneixements obtinguts al perfeccionament de la seva tècnica. Fou l'escultura Narcís mirant-se a una font, a partir del tema de Narcís presentat a les oposicions, la que accedí a concedir-li una estada de quatre anys entre 1875 i 1879. Conclou Enric Jardí que per l'ambient que respirà a la capital italiana, i també potser a causa de la influència rebuda a Barcelona de Rossend Nobas, l'obra primerenca de Tasso s'integra dins el gènere anomenat “tableautin” escultòric, de caràcter anecdotista, com ho palesa la seva estatueta en bronze, antany al museu sitgetà del Cau Ferrat i actualment al MNAC, que duu el títol Senza ucello, Poverino! (1891). 

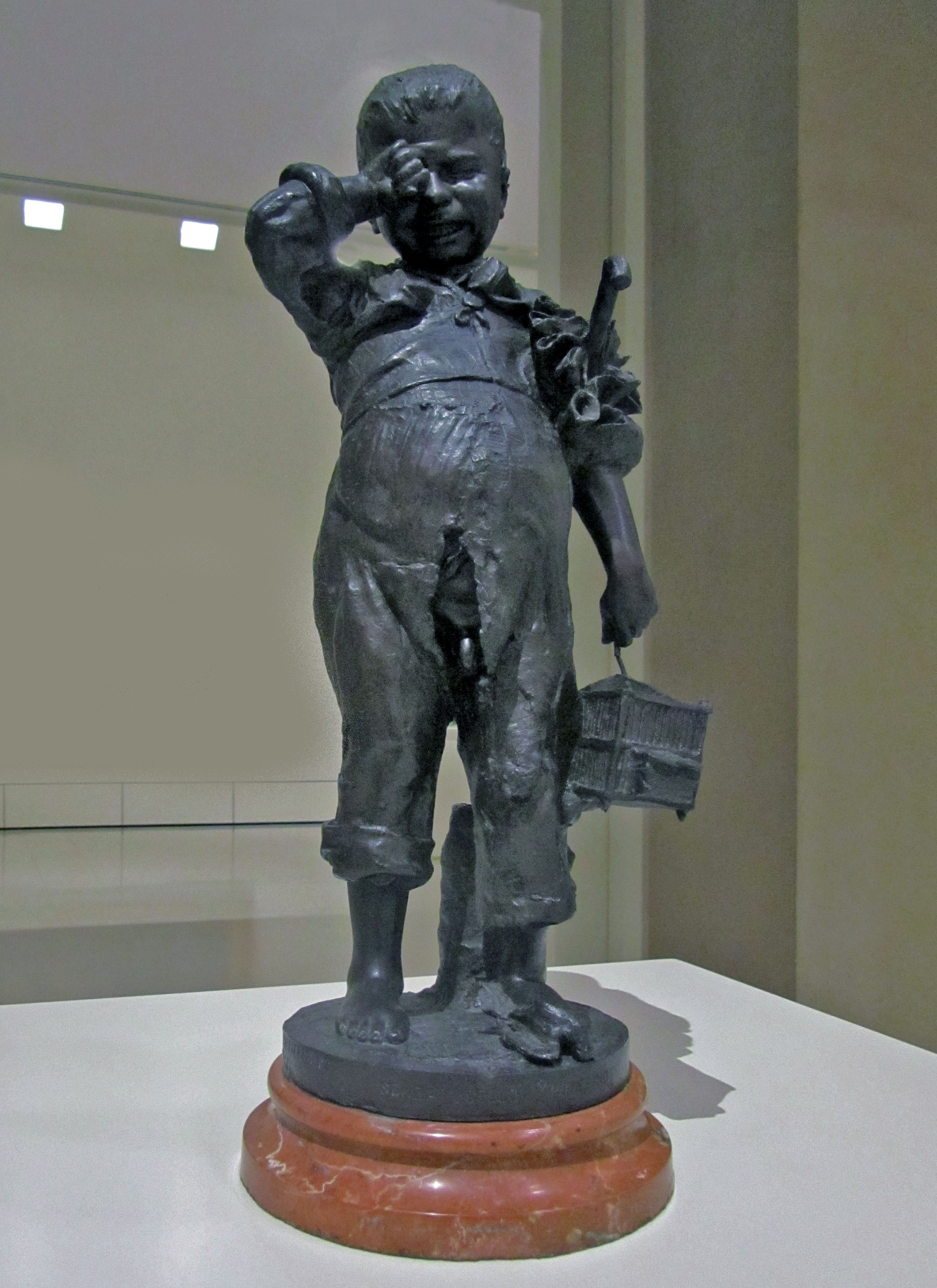
Senza ucello, poverino!

Pensionat l'escultor a Roma, l'Exposició Nacional de Madrid l'any 1876 presentà la seva obra en guix Un soldat ferit i l'Exposició Nacional de París de 1878 exhibí el bust en fang cuit Don Quixot. Entre ambdós anys, contragué matrimoni amb Francisca Vignoli Palombi, amb qui tingué una filla anomenada Rosina Tasso Vignoli esdevinguda cantant.

### Projecció internacional

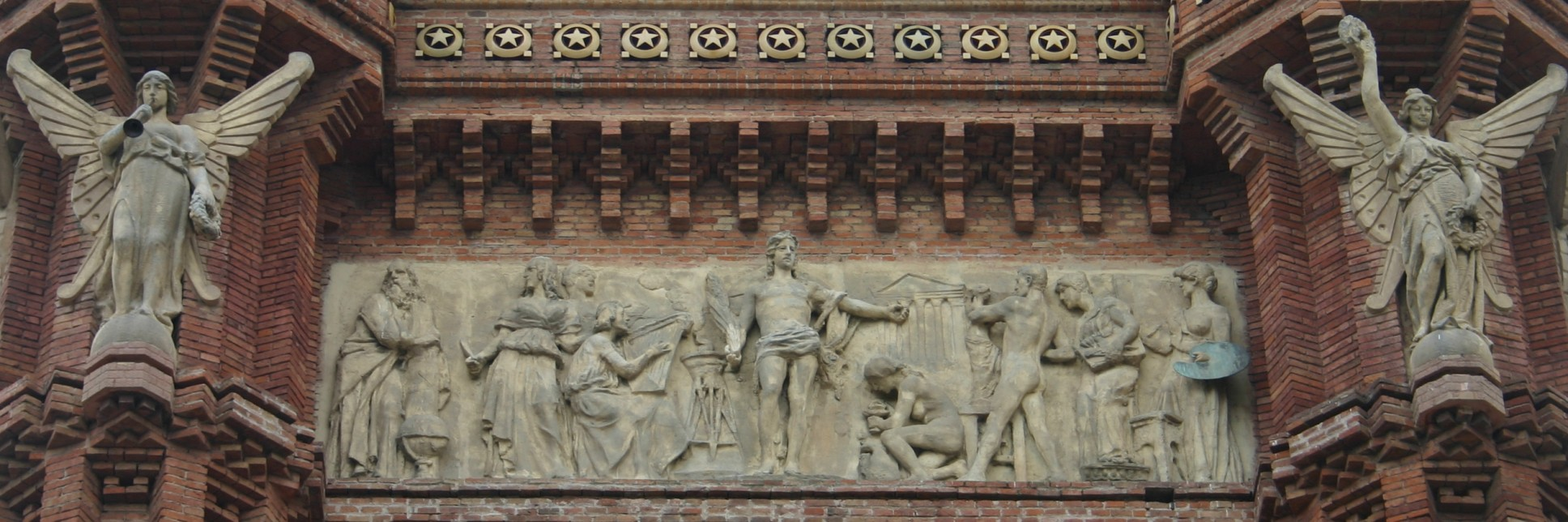
Apoteosi de les Arts i de les Ciències de l'Arc de Triomf, Barcelona

L'any 1880 viatjà a Río de la Plata, instal·lant-se a Montevideo durant un breu període després del qual retornà a Barcelona on hi treballà intensament. Com a professional assentat a la península tingué ocasió d'exposar a la Sala Parés de Barcelona el 1887, 1889 i el 1890 i, en l'equador dels dos, el 1888, amb motiu de l'Exposició Universal, col·laborà en la decoració de l'Arc de Triomf, fent-se càrrec del fris lateral esquerre amb la representació de l'Apoteosi de les Arts i les Ciències, per la qual li concediren la segona medalla. Aquest mateix any executà el monument al pintor Antoni Viladomat emplaçat al Saló Sant Joan, actual Passeig Lluís Companys, segurament la seva obra més coneguda a la ciutat comtal. L'Exposició General de Belles Arts de Barcelona de 1891 acullí la seva obra Sant Joan a la processó.
Li foren encomanats les estàtues d'Emilius Papinianus, Gregori López i Alfonso Acevedo del nou Palau de Justícia de Barcelona erigit entre els anys 1887 i 1908, els relleus amb les Al·legories de la Justícia d'Aragó, les Ordinacions d'en Sanctascilia i el Tribunal de les Aigües de València. L'estàtua al·legòrica a la Indústria en el pedestal del Monument de Güell i Ferrer projectat per l'arquitecte Joan Martorell i Montells i inaugurat el 31 de maig de 1888 coincidint amb l'Exposició Universal que es trobava a l'encreuament entre la Rambla de Catalunya i la Gran Via fou destruït durant la Guerra Civil i reconstruït per Frederic Marès l'any 1945. A l'original conjunt escultòric de 16 metres d'alçada i coronat per l'estàtua de Güell, obra de Rossend Nobas, hi participaren també Eduard Batiste Alentorn amb l'Al·legoria al Comerç, Maximí Sala amb l'Al·legoria a l'Agricultua i Francesc Pagès i Serratosa amb l'Al·legoria a l'Art. Realitzà també monuments a Roca i Pi, baró de Marmellar i empresari, inaugurat el 15 d'agost de 1894, i a Evarist Arnús, banquer i empreasari, inaugurat l'1 de maig de 1895, ambdós erigits a Badalona, el primer al Passeig de la Rambla de Badalona i el segon a la Plaça del Duc de la Victòria.

### Maduresa: establert a l'Argentina

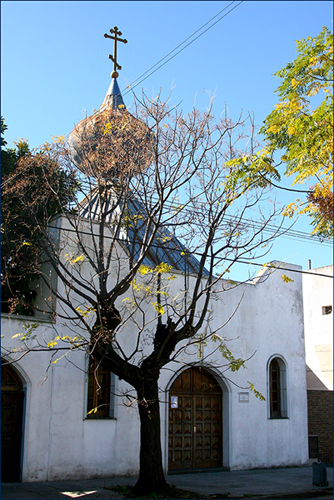
Homenatge al Llibertador a San Martín

L'any 1895 es traslladà a l'Argentina, instal·lant-se definitivament a Buenos Aires per a residir-hi la resta de la seva vida. Ciutat pròspera en les darreries del segle xix i els inicis del XX, Tasso trobà a la capital un mercat extraordinari per al seu art. Erigits per l'Estat o per subscripció pública, nombrosos monuments responen a la seva autoria. Modelà el Monument a Esteban Echevarria a la Plaza de San Martín, el de Juan José Paso a la Plaza de la Independencia i el del General Soler a la Recoleta, a més de diversos encàrrecs de la colònia immigrant com la xapa pel Panteó de Caselar comissionada per l'Associació Patriòtica Espanyola pel Panteó.
Estant establert a l'Argentina, l'any 1896 realitzà amb maó una escultura en conmemoración a Santa Isabel, Reina d'Hongria, col·locada a l'Asil Municipal de Barcelona. També rebé el segon premi de l'Exposició Industrial de Barcelona del 1897 i l'any següent, la IV Exposició de Belles Arts i Industries Artístiques, a la seva secció d'escultura, tornà a congregar a nombrosos artistes, entre els quals es trobà Tasso i Nadal.
Altres ciutats argentines sol·licitaren el seu mestratge com a creador per a la realització d'obres com el Monument alçat a llaor de San Martín a Rosario de Santa Fe o el Monument a Espanya de la ciutat de Córdoba, un obelisc d'estil gòtic que presenta Espanya com una Marrona coronada per una figura alada. Modelà així mateix una urna per a ben guardar l'original de l'Himne de la Nació Argentina, i una copa que l'Estat va dedicar a premi entre totes les nacions. Amb la realització de nombrosos monuments representatius d'aquest país, esdevé un dels màxims representatns de la presència de l'escultura catalana a Sud-amèrica. Un dels més destacats és el pedestal de l'Homenatge al Llibertador, rèplica actual existent a la Capital Federal, a la Plaza San Martín, realitzat amb roca andina i composta per la integració de dues efígies d'enorme força simbolitzant la República, a través de la representació de la sobirania i la llibertat, i la Minerva, deessa grega de la saviesa, la ciència humana i la prudència.
Establert a Buenos Aires, combinà la seva faceta creativa amb la docència. Amb experiència quant a l'ensenyança, havent ja exercit de professor al seu taller de Barcelona, impartí classes en el seu estudi del Bon Marché, al carrer Gaona, i a la Universitat de Buenos Aires ocupant la plaça que li fou oferta com a professor de modelatge entre els anys 1901 i 1934. Allí es convertí en mestre dels que haurien de consagrar-se com a reputats escultors argentins com Hernán Cullen Ayerza, Alberto Lagos, Gonzalo Leguizamón Pondal, Juan Carlos Oliva Navarro i Antonio Sibellino. Participà també com a jurat en diversos Salons Nacionals des de l'any 1911.
Torquat Tasso i Nadal morí el 6 de febrer de 1935 a Buenos Aires “quan els catalans de l'Argentina parlaven d'homenatjar-lo: «Torquat Tasso», deien ells, «l'escultor eminentíssim, glòria catalana a l'Argentina que després d'ornar Barcelona amb munió d'obres excel·lents, vingué a aquest país i en ell ha sojornat llarguíssims anys i en ell ha arrelat definitivament el seu geni, donant-li els fruits mestrívols de la seva puixant naturalitat i de la seva vellesa venerable, Torquat Tasso, l'eximi missatger de l'art de Catalunya a Buenos Aires»”.

## L'Obra
Fidel a la seva formació, l'obra de Torquat Tasso i Nadal romangué sempre fermament lligada a la manera academicista. Barcelona, Madrid i Roma es conjuguen com els vèrtexs del seu aprenantge, malgrat correspon a la figura de Rossend Nobas erigir-se com el principal mestre de l'escultor. El naturalisme heretat es deixà sentir aviat en les obres del deixeble, bategant a través de les seves primeres creacions pertanyents al gènere del “tableautin” per mitjà de l'anecdotisme per a encarnar-se en les fermadores d'un estil on imperà el monumentalisme. No abandonà la inspiració neoclàssica perceptible des dels inicis de la seva carrera a l'obra. De sòlida disciplina, fou un home de traça racionalista aferrat a cert conservadorisme creador pel que es revoltà contra les innovacions en escultura com es desprèn “de la conversa mantinguda amb Namuneura i reportada per aquest a Plus Ul- tra el 1926. «...Sóc vell, però no rutinari: el meu ampli juí no se separa del raonament i de la veritat, però determinades tendències només me les explico per un desequilibri del cervell... Els freds, els rics que foragiten els artistes dels obradors de París i Roma, són els qui s'han empescat algunes coses que al·lucinen els imbècils... Miri vostè qualsevol escultor de valor real i avançat dintre l'art contemporani i l'obra del qual vulgui significar una conquesta de l'època... i la influència egípcia, l'assíria, la dels mestres fonedors de l'arcaisme grec, de l'art gòtic o del Renaixement veurà com estan clars i determinats dintre d'ella...»”.
Els trets que esculpeixen la seva producció artística duen a la Junta de Museus Junta de Museus a situar-lo dins del grup d'estatuaires catalans d'inspiració pròdiga, prop de Querol, també de Parera, potser de Blay, amb menys finor que no pas aquest en els millors moments, i a assenyalar “una conscient traça compositiva encara lligant amb la sobrietat de massa de Venanci Vallmitjana, en obres de la ponderació del grup de Tasso que porta per títol Caritat!.
Treballà ininterrumpudament en obres destinades a monuments públics i privats, aquests darrers en menor part. Enclavats en una aclaparadora proporció a l'Argentina, les seves aportacions escultòriques recorren un vast ventall de temàtiques. En el retrat, realitzà una estàtua eqüestre del rei Jaume I i escultures dels escriptors Dante i Cervantes, dels pintors Viladomat, Rosales i Fortuny, del Papa Pius IX, dels generals Bismarck, Mitre i Levalle, del president argentí Domingo Faustino Sarmiento, del polític i militar Manuel Dorrego, i de l'actor Julián Romea, etc. De caràcter religiós són rellevants el grup escultòric que titula San Joan en la processó. Conrèa la temàtica històrica amb les obres Al·legoria de Lanuza, Al·legories de les Constitucions (tres alts relleus en el Palau de Justícia), Una salutació al Dos de Maig (en la plaça Montserrat, de Buenos Aires) i El tribunal de les aigües. En l'escultura de gènere fou especialment prolífic, amb obres com Un soldat ferit, Don Quixot (presentada a l'Ex- posició oficial de París del 1878), Una pàgina històrica, Diumenge de Rams, Torera, «Bacant», Musulmà, Camillita, Chagrins, Aquilles moribund, Tipus del segle XVIII i Cap d'africà.
Quant a l'àmbit privat, es dedicà a la realització de retrats en format de bust, per encàrrec especialment dels membres de la burgesia argentina. Entre molts, destaquen els bustos a la senyora de la Barra, al senyors i les senyores Carabassa i Romero i els senyors de Putrón.
Encara avui es troben en circulació obres de l'artista a la venda a cases de subhastes com Balclis o Brok.

## Catàleg d'obres

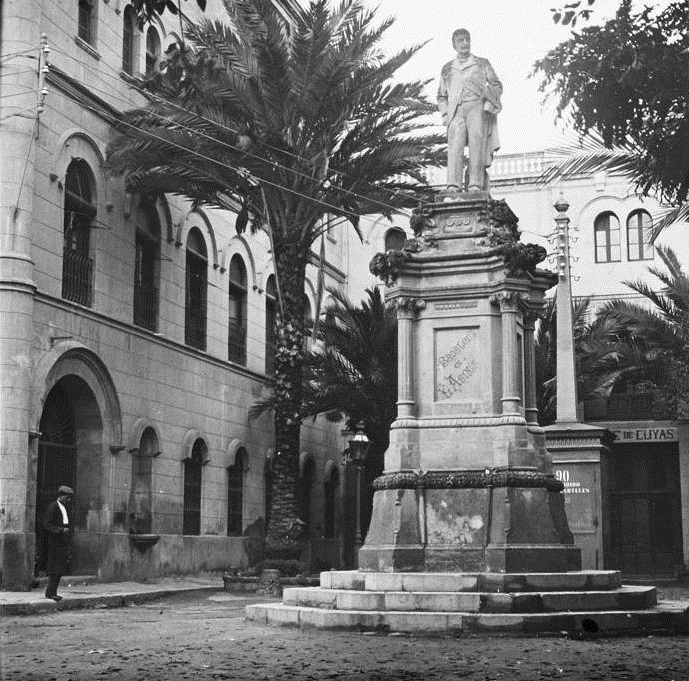
Monument a Evarist Arnús, obra de Tasso ubicada a Badalona, que va ser inaugurada l'11 de maig de 1895. Posteriorment, va ser destruïda durant la guerra civil.

L'obra efectuada per Tasso en territori argentí ha estat mapejada virtualment: http://timemapper.okfnlabs.org/gracmonub/torcuato-tasso#1
- Escultura Un soldat ferit, 1876.
- Escultura Cap de moro o musulmà, 1877.
- Escultura Cap d'egipci, 1877.
- Escultura Cap d'africà, 1877.
- Bust de Don Quixot, 1878.
- Escultura eqüestre del rei Jaume I el Conqueridor, 1882 aprox.
- Escultura a Diego Velázquez, 1883.
- Escultura Narcís mirant-se a la font, 1885.
- Escultura El rusc, 1885.
- Bust al Papa Pius IX, 1887.
- Escultura al pintor Antoni Viladomat, 1887. Barcelona.
- Grup escultòric Sant Joan en processó, 1887.
- Al·legoria a la Indústria pel pedestal del monument a Güell i Ferrer, 1888. Barcelona.
- Relleu del fris lateral esquerre de l'Arc de Triomf de l'Apoteosi de les Arts i les Ciències, 1888. Barcelona.
- Bust de Senyora, 1890.
- Escultura Senza ucello, poverino, 1891.
- Escultura a Sant Isidor, 1892.
- Relleu al·legòric a la Fotografia, 1893.
- Escultura de gènere Diumenge de Rams, 1894.
- Monument a Roca i Pi, 1894. Badalona.
- Grup ornamental de Lohengrin i Elsa, 1894 aprox.
- Bust de la crucifixió de Sant Pere, 1894 aprox.
- Jerra decorativa en plata inspirada en les que al segle xix modelaren els Germain i Meissonier, 1895 aprox.
- Escultura de gènere Torera, 1895 aprox.
- Escultura La madrilenya, 1895 aprox.
- Monument a Evarist Arnús i de Ferrer, 1895. Badalona.
- Escultura a Santa Isabel Reina d'Hongria, 1896.
- Escultura de Sarah Bernhardt a la tragèdia Gismonda, 1897 aprox.
- Placa de bronze destinada per l'Associació Patriòtica Espanyola al sepulcre de l'eminent Emilia Castelar, 1899.
- Obra monumental a Uruguay, 1899.
- Bust d'una dama argentina, 1900.
- Escultura Salomé, 1900.
- Monument commemoratiu a la batalla lliurada a Salta l'any 1813, 1901. Salta.
- Relleu per a l'exposició de cartelles organitzada per la fàbrica de cigarretes “París”, 1902.
- Monument a Sant Martín, 1903.
- Baix relleu per a decorar els cartells dels jocs florals organitzats per l'Associació Patriòtica Espanyola, 1904.
- Esboç Qui s'y frotte s'y pique, 1904.
- Medalla commemorativa del centenari de la publicació de Don Quixot, 1905.
- Monument al poeta Esteban Echevarría, 1905. Buenos Aires.
- Grup escultòric Llibertat, 1907.
- Escultura El geni alat, 1907-1911.
- Estàtua de Pas, 1910.
- Grup escultòric ofert pels catalans de Sud-amèrica al mariscal Josep Joffre (1920, Museu Joffre, Ribesaltes)[13]
- Bust de Ricardo Monner Sans, 1929.
- Monument al Sol de Maig El Crit d'Ipiranga, 1934. San Andrés de Giles.

- Al·legories a les Constitucions a la façana del Palau de Justícia de València.
- Escultura Al·legoria de Lanuza.
- Escultura Aquil·les Moribund.
- Escultura de gènere Bacant.
- Bust de la senyora de la Barra.
- Escultura a Bismarck.
- Monument al frare Cayetano Rodriguez.
- Escultura a Camarot Granados.
- Escultura de gènere Camilleta.
- Bust del senyor de Carabassa.
- Monument a Carlos Tejedor.
- Bust de senyor de Carsí.
- Monument a Cervantes.
- Escultura de gènere Chagrins.
- Copa de l'Estat.
- Escultura a Dante.
- Monument al Dos de Maig.
- Escultura a Dorrego.
- Bust a Eduardo Rosales.
- Escultura El tribunal de les aigües.
- Monument a Emilio Bunge.
- Estàtues a Emilius Papinianus, Gregorio López i Alfonso Acevedo a la façana del Palau de Justícia de València.
- Monument a Espanya.
- Escultura al General Levalle.
- Escultura al General Mitre.
- Escultura al General Sarmiento.
- Monument al General Soler a la Recoleta.
- Escultura a Gregorio Pérez.
- Monument a l'aviador argentí Jorge Newberg.
- Monument a Juan José Paso.
- Bust a Julià Romea.
- Relleus al·legòrics de la Justícia d'Aragó, les Ordenacions de Santa Sicília i el Tribunal de les Aigües de València.
- Monument a l'enginyer Luis Huergo.
- Escultura La Navegació.
- Escultura La Recol·lecció.
- Pedestal del monument en homenatge al Libertador.
- Bust a Marià Fortuny.
- Part del panteó de la família del Marquès de Comillas.
- Modelat de l'urna per a guardar l'original de l'himne a la Nació Argentina.
- Escultura a Nicasio Oroño.
- Bust de la senyora de Ocampo.
- Monument a Pellegrini.
- Escultura commemorativa de l'arribada del president de Brasil a Buenos Aires.
- Bust del senyor de Putrón.
- Bust de la senyora de Romero.
- Bust del senyor de Romero.
- Monument a la batalla de Salta.
- Monument a Torres.
- Escultura de gènere Una pàgina històrica.
- Bust de la senyora de Zavaleta.